# Fonosimbolismo
In linguistica, il fonosimbolismo indica la capacità dei suoni del linguaggio (i foni) di interagire mediante le loro qualità acustiche ed articolatorie con il significato dei termini che veicolano. Per esempio, se si considera una gradazione semantica come percuotere, battere, strofinare, sfiorare si constata che l'affievolirsi della sensazione tattile rappresentata è accompagnato da una riduzione del numero delle consonanti occlusive [p, k, t, b], articolatoriamente ed acusticamente più forti, e da un aumento delle consonanti costrittive [s, f, r, n], articolatoriamente ed acusticamente più deboli.
Il termine "fonosimbolismo" è usato soprattutto in ambito letterario per indicare l'uso più o meno intenzionale di questa proprietà da parte dei poeti e degli scrittori, ma non mancano gli usi estensivi nell'ambito della linguistica teorica e generale. La disciplina che si occupa di questa classe di fenomeni è la fonosemantica.